# Koumana (Guinée)
Pour les articles homonymes, voir Koumana.
Koumana est une ville et une sous-préfecture de Guinée, rattachée à la préfecture de Kouroussa et la région de Kankan. 

## Population
En 2021, le nombre d'habitants est estimé à 51 742, 
En 2016, le nombre d'habitants est estimé à 45 075, à partir d'une extrapolation officielle du recensement de 2014 qui en avait dénombré 32 800.
En 2008, le nombre d'habitants est estimé à 27 201, 
En 2006, le nombre d'habitants est estimé à 22 181, 
En 2004, le nombre d'habitants est estimé à 18 694, 